# Vitesse radiale barycentrique de la Terre
La vitesse radiale barycentrique de la Terre, généralement abrégée en BERV (prononcé [bɛʁv] en français, [bɝːv] en anglais) d'après l'anglais Barycentric Earth Radial Velocity, est la vitesse de la Terre, dans la direction d'un objet céleste observé donné, par rapport au barycentre du Système solaire. En pratique, le BERV est plutôt la vitesse d'un observateur à la surface de la Terre, dans la direction de l'objet observé, par rapport au barycentre du Système solaire. Le BERV prend alors en compte à la fois le mouvement orbital de la Terre autour du barycentre du Système solaire (le BERV au sens strict du terme) et le mouvement de rotation propre de la Terre.

## Détermination
Notons O la position de l'observateur, A la position de l'objet observé, T le centre de la Terre et B le barycentre du Système solaire.
Pour déterminer correctement le BERV à corriger dans la vitesse radiale mesurée depuis la Terre, quatre éléments doivent être connus :
1. la position {\displaystyle {\vec {OA}}} de l'objet observé par rapport à l'observateur : notons {\displaystyle {\vec {r}}_{OA}={\frac {\vec {OA}}{||{\vec {OA}}||}}} le vecteur unitaire allant de l'observateur vers l'objet ;
2. le vecteur vitesse orbitale de la Terre par rapport au barycentre du Système solaire : {\displaystyle {\vec {v}}_{orb}={\frac {d{\vec {BT}}}{dt}}} ;
3. le vecteur vitesse angulaire de rotation de la Terre autour de son axe : {\displaystyle {\vec {\omega }}_{rot}} ;
4. la position {\displaystyle {\vec {TO}}} de l'observateur sur la Terre (laquelle inclut non seulement la longitude et la latitude mais aussi l'altitude).

Définissons alors le vecteur vitesse de l'observateur à la surface de la Terre : {\displaystyle {\vec {v}}_{rot}=({\vec {TO}}\cdot {\vec {\omega }}_{rot}){\vec {r}}_{\theta }} où {\displaystyle {\vec {r}}_{\theta }={\frac {{\vec {\omega }}_{rot}}{||{\vec {\omega }}_{rot}||}}}
Le BERV (en réalité la vitesse radiale barycentrique de l'observateur) vaut alors :
{\displaystyle BERV=({\vec {v}}_{orb}+{\vec {v}}_{rot})\cdot {\vec {r}}_{OA}}

## Utilisation
Lors de l'observation en vitesse radiale d'un objet (étoile...), les valeurs mesurées sont généralement rapportées par rapport au barycentre du Système solaire, centre du référentiel dit « de Copernic » qui est « beaucoup plus galiléen » que le référentiel terrestre lié à l'observateur. Dans la mesure où ces observations ne sont pas faites depuis le barycentre du Système solaire lui-même, il faut corriger la vitesse mesurée par rapport à l'observateur de la vitesse de cet observateur par rapport au barycentre du Système solaire.